# Mai 1902

## Événements
- 1er mai : manifestations ouvrières dans le faubourg de Sormovo (décrites dans La Mère de Maxime Gorki).
- 6 mai : Saint-Vincent-et-les-Grenadines : fin de l'éruption de la Soufrière qui a débuté le 30 mars. On compte près de 1 600 morts.
- 7 mai : bataille de Tit. Victoire française contre les Touaregs de Moussa ag Amastan.
- 8 mai, Martinique : éruption tragique de la Montagne Pelée, la ville de Saint-Pierre est complètement détruite (30 000 morts) du fait d'une nuée ardente.
- 10 mai, France : projection du Voyage dans la lune de Georges Méliès.
- 11 mai, France : victoire de la majorité sortante aux élections législatives. Le Bloc des gauches renforce même ses positions, surtout pour les Radicaux et les Républicains.
- 17 mai :
  - majorité politique du roi Alphonse XIII en Espagne (fin en 1931).
  - découverte de la machine d'Anticythère.
- 20 mai, Cuba : les États-Unis retirent leurs troupes de Cuba qui devient indépendant.
- 21 mai, Canada : élections générales dans les Territoires du Nord-Ouest.
- 24 mai : fondation du Parti socialiste français.
- 29 mai, Canada : élections générales en Ontario. Les libéraux menés par George William Ross remportent une seconde majorité.
- 31 mai : signature du traité de Vereeniging ou de Pretoria, paix modérée consacrant la fin de la seconde guerre des Boers, ceux-ci reconnaissant l'autorité britannique. Les Britanniques prennent le contrôle des mines d’or du Transvaal. L’Afrique australe britannique s’étend du Cap au sud du lac Tanganyika.

## Naissances
- 1er mai : Henri Hoevenaers, coureur cycliste belge († 12 novembre 1958).
- 3 mai : Alfred Kastler, physicien français, prix Nobel de physique en 1966 († 1984).
- 6 mai : Max Ophüls, réalisateur allemand († 25 mars 1957).
- 8 mai : André Lwoff, biologiste français Prix Nobel de physiologie médecine en 1965 († 1994).
- 14 mai : Hugh Borton, historien américain († 6 août 1995).
- 23 mai : Léona Delcourt, française connue sous le nom de Nadja († 15 janvier 1941).
- 26 mai : Charles Héger, homme politique belge († 16 mars 1984).
- 29 mai : Henri Guillaumet, aviateur français († 27 novembre 1940).

## Décès
- 25 mai : Ignace Hoff, héros du siège de Paris (° 20 juillet 1836).
- 28 mai : Ernest Michel, peintre français (° 30 juillet 1833).